# Archidendron pachycarpum
Archidendron pachycarpum är en ärtväxtart som först beskrevs av Otto Warburg, och fick sitt nu gällande namn av Jeanine Dewit. Archidendron pachycarpum ingår i släktet Archidendron och familjen ärtväxter. Inga underarter finns listade i Catalogue of Life.